# Джон Ашбъри
Джон Ашбъри (на английски: John Ashbery) е американски поет. Повлиян от Уистън Хю Одън, Уолъс Стивънс, Реймон Русел, той е автор на поезия с експериментална форма, която първоначално е трудно възприета. По-късно получава много поетични награди, включително „Пулицър“ през 1975 година.

## Биография
Ашбъри е роден на 28 юли 1927 година в Рочестър и израства във ферма близо до езерото Онтарио. Получава бакалавърска степен в Харвардския университет в Кеймбридж (1949) и магистърска в Колумбийския университет в Ню Йорк (1951). След като няколко години работи като автор на реклами в Ню Йорк, през 1955 година заминава със стипендия Фулбрайт в Париж, където остава до 1965 година. Там той започва да сътрудничи като критик на изобразително изкуство на европейското издание на „Ню Йорк Хералд Трибюн“. След завръщането си в Ню Йорк Ашбъри продължава да пише критика, като до 1972 година ръководи и изданието „Арт Нюз“. След това преподава в Бруклин Колидж, а по-късно в Бард Колидж.

### Поезия
- Turandot and other poems (1953)
- Some Trees (1956), носител на Наградата за млад поет на Йейл
- The Tennis Court Oath (1962)
- Rivers and Mountains (1966)
- The Double Dream of Spring (1970)
- Three Poems (1972)
- The Vermont Notebook (1975), илюстрирани стихове в проза
- Self-portrait in a Convex Mirror (1975), печели награда Пулицър, National Book Award и National Book Critics Circle Award
- Houseboat Days (1977)
- As We Know (1979)
- Shadow Train (1981)
- A Wave (1984), носител на Наградата за поезия „Ленор Маршал“ и на наградата „Болинджън“
- April Galleons (1987)
- Flow Chart (1991), поема
- Hotel Lautréamont (1992)
- And the Stars Were Shining (1994)
- Can You Hear, Bird? (1995)
- Wakefulness (1998)
- Girls on the Run (1999), поема
- Your Name Here (2000)
- As Umbrellas Follow Rain (2001)
- Chinese Whispers (2002)
- Where Shall I Wander (2005) (финалист за National Book Award)
- Notes from the Air: Selected Later Poems (2007), носител на Международната награда за поезия „Грифин“ за 2008 г.
- A Worldly Country (2007)
- Planisphere (2009)
- Collected Poems 1956-87 (Carcanet Press) (2010), редактор Марк Форд
- Quick Question (2012)
- Breezeway (2015)
- Commotion of the Birds (2016)

### Проза и преводи
- Mayoux, Jean-Jacques. Melville.   1960.
- The Ice Storm (1987), 32-страничен памфлет
- Reported Sightings: Art Chronicles, 1957-1987 (1989) (Alfred A. Knopf), редактор Дейвид Бергман, художествена критика
- Other Traditions, 6 пространни есета за 6 други поети (2000)
- 100 Multiple-Choice Questions (2000)
- Selected Prose 1953-2003 (2005)
- Martory, Pierre. The Landscapist Ashbery (Tr.) Carcanet Press (2008)
- Rimbaud, Arthur. Illuminations Ashbery (Tr.) W. W. Norton & Company (2011)
- Collected French Translations: Poetry, edited by Rosanne Wasserman and Eugene Richie (2014)
- Collected French Translations: Prose, Edited by Rosanne Wasserman and Eugene Richie (2014)